# Shahrestān-e Kavār
Shahrestān-e Kavār (persiska: شهرستان کوار, کوار) är en delprovins (shahrestan) i Iran.   Den ligger i provinsen Fars, i den centrala delen av landet, 700 km söder om huvudstaden Teheran.
Delprovinsen hade 83 883 invånare 2016.